# Pachyntheisa concinna
Pachyntheisa concinna är en insektsart som beskrevs av Fowler 1904. Pachyntheisa concinna ingår i släktet Pachyntheisa och familjen kilstritar. Inga underarter finns listade i Catalogue of Life.